# 政治人物
政治人物（英語：Politician），是指以政治為職業，或積極投入政治活動或公共事務的人，無論其動機是私人或黨派利益，還是社會或國家利益。
“Politician”一词本身為中立用語，沒有褒義或貶義。但在中文界，有重大貢獻且备受推崇的政治人物会被尊称为“政治家”，而其動機被視為私人或政黨利益者则常被批評者稱為「政客」或「政棍」，為輕蔑和貶低的用詞。

## 身分

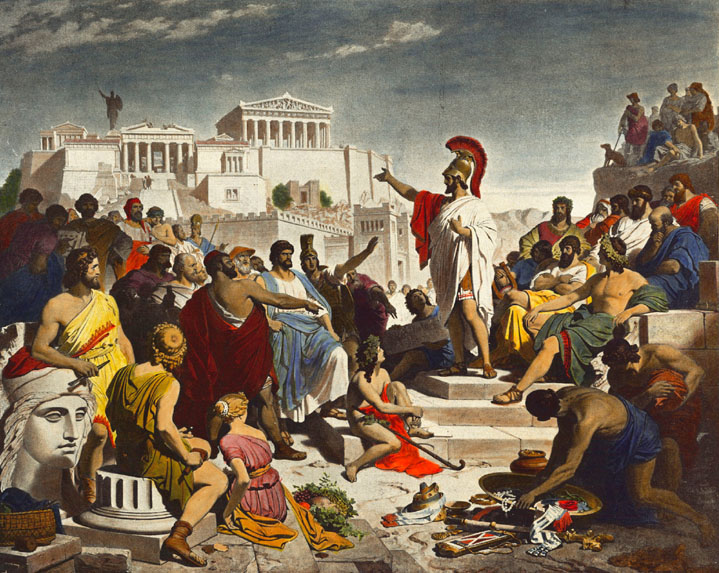
十九世紀時畫家Philipp Foltz所繪製的一幅圖，裡面描繪的是伯里克利在雅典公民大會上發表他知名的《伯里克利葬礼演说》

政治人物指的是在政治上（尤其政黨政治上）活躍的人物，在現代民主政體中，職業政治人物通常通過組織或加入政黨以及參與選舉，以爭取在政府中擔任的職務；這些人在英文中稱為「politician」，指的是一種社會角色。
政治人物的範圍，包括了從地方政府辦公室官員到國家或區域行政、立法與司法部門的官員等等各類的政府人員，廣義的「政治人物」還包括其他各種政體的政府首腦、政黨或軍事領袖，或其他政權中的主要人物；在一些國家，治安官等一些透過選舉產生的執法人員，也被認為是政治人物。一般來說，曾從事主要公職的人都會被視為政治人物。

## 政治家或政客
|  | 政客是為了下一次的選舉，政治家卻是為了下一代。 |

美國作家克拉克（James Freeman Clarke）如是说。

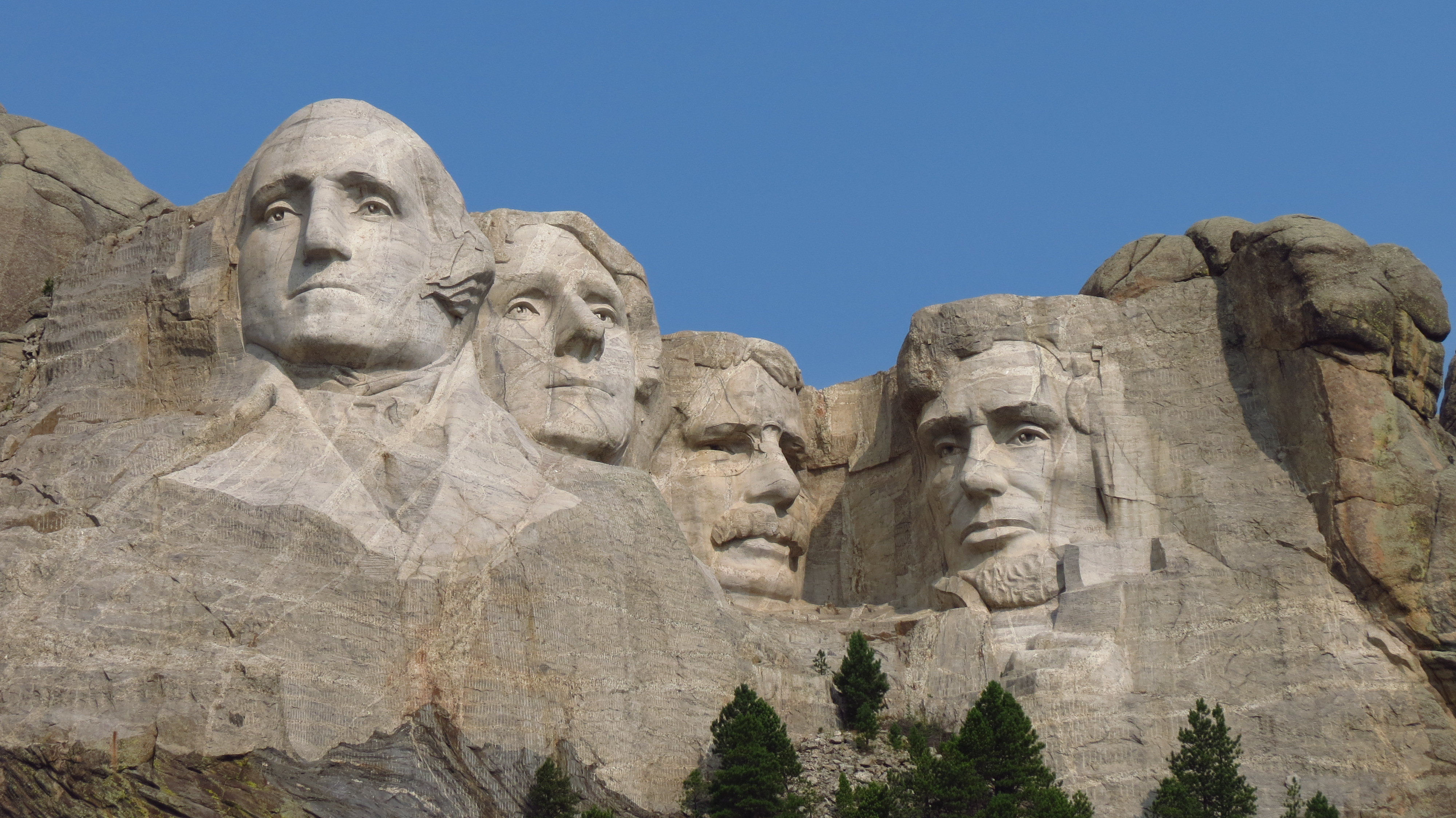
拉什莫爾山所刻出对美国影响深远的四位政治人物（总统），从左到右依次是：乔治·华盛顿，托马斯·杰斐逊，西奥多·罗斯福，亚伯拉罕·林肯

換句話說，「政治家」的理想典型，是為了後代子孫的尊嚴、自主與幸福著想，而致力於公共事務；而「政客」的典型則是想盡辦法、用盡手段，只為了保有一己的權力、地位或利益。從倫理學的觀點，所谓「政治家」，就是以政治为业而遵守基本职业道德的人；而「政客」則是以政治为主副业，卻不嚴守职业道德的人；然而也有說法指出，很多政治人物固然短視近利、不會想到未來，但其實人類社會多半是先解決當下的問題再說，而這樣做還比嚴格規劃長遠未來的發展還來得有效，絕大多數的時候政治人物是受情勢壓力影響而沒辦法考慮未來，而不是真的沒有想到未來。
中文裡有褒义的「政治家」及含有貶意的「政客」二詞，分別用以指涉受到尊敬或遭人鄙視的政治人物；英文中的「statesman」一詞意義近似為「政治家」，帶有尊敬的含義；而「politician」一般譯為「政治人物」或「政客」，前者是中性詞彙，只表示其社會角色身份，不帶有褒貶含義；而後者則帶有一種輕蔑、貶低之含義。能直接對應「政客」的單詞沒有。要注意的是，日文中也有漢字「政治家」，但屬於偏向中性的「政治人物」或英文的「politician」，無褒貶之意，通常指當過國會議員的「政治人物」，與中文不同。若要表示中文「政客」這樣的意思時，日文中通常是「悪徳政治家」或「政治屋」等。若真要指相當於中文的「政治家」時，日文會說是「偉大的政治家」。